# Mont Scotch
Mont Scotch är ett berg i Kanada.   Det ligger i provinsen Québec, i den sydöstra delen av landet, 400 km öster om huvudstaden Ottawa. Toppen på Mont Scotch är 795 meter över havet, eller 211 meter över den omgivande terrängen. Bredden vid basen är 2,5 km.
Terrängen runt Mont Scotch är kuperad söderut, men norrut är den platt.Runt Mont Scotch är det mycket glesbefolkat, med 2 invånare per kvadratkilometer.. 
I omgivningarna runt Mont Scotch växer i huvudsak blandskog.